# 洛杉磯意美博物館
洛杉磯意美博物館（英語：Italian American Museum of Los Angeles，縮寫為IAMLA），位於美國加利福尼亞州洛杉磯市中心，是洛杉磯人民歷史紀念碑（El Pueblo de Los Ángeles Historical Monument）的一部分。意美博物館是南加州第一個旨在體現意大利裔美國人和意大利人在南加州和美國的歷史、經歷和貢獻的博物館。自2016年開放以來，製作並推出有關洛杉磯意大利人的歷史性展覽，同時提供各種教育和文化活動。

## 概觀
意美博物館位於意大利大廈。意大利大廈是一座歷史建築，建於1908年，是目前洛杉磯意大利城現存最古老的建築。被列入美國國家歷史古蹟名錄，為位於洛杉磯市的唐人街南部邊緣，曾是洛杉磯意大利飛地的核心地帶，同時也是義大利人社區的文化中心，是意大利裔美國人舉辦婚禮、會議和音樂會等眾多活動的場所。

## 歷史
籌建博物館的構想始於1988年，不久成立了一個支持小組，以籌集資金開發博物館為主旨。該小組在第一階段籌集了近200萬美元用於修復大廈；之後，由非營利組織「意大利大廈歷史基金會」及洛杉磯市和數百名捐助者共同募資捐助，使洛杉磯意美博物館得以在1993年成立。

## 展品
意美博物館是一個互動性博物館，通過展覽和各種節目來記錄意大利裔美國人的歷史和貢獻。 它擁有歷史類和藝術類展覽，口述歷史、研究檔案以及多媒體中心。
曾舉辦過：「陽光與奮鬥：美籍義大利人洛杉磯的經歷，1827-1927」特展，這場特展中展示了數百張前所未有的照片和歷史文物，反映出美籍義大利人在洛杉磯生存與奮鬥的軌跡。此後，該展覽分別在薩克拉門託的首都博物館和加利福尼亞州的聖佩德羅市展出。
2019年，則舉辦有關美籍意裔藝術家及作家利奧·波利蒂（Leo Politi）作品展。

## 活動
博物館每年固定贊助洛杉磯意大利美食節，以慶祝美籍意裔和意大利人的美食和文化歷史。每年10月舉行的美食節，都會吸引數千名的活動參與者。其他活動包括：以1910年代至20世紀40年代為主題的「復古節」，以及電影放映、講座、狂歡節等節日慶祝活動。

## 外部連結
- 洛杉磯意美博物館官網 （页面存档备份，存于）